# Teretrius intrusus
Teretrius intrusus är en skalbaggsart som beskrevs av Sylvain Auguste de Marseul 1870. Teretrius intrusus ingår i släktet Teretrius och familjen stumpbaggar. Inga underarter finns listade i Catalogue of Life.